# Museum Marguerite Yourcenar
Het Museum Marguerite Yourcenar (Frans: Musée Marguerite Yourcenar) is een museum in de gemeente Sint-Janskappel in het Franse Noorderdepartement.

## Geschiedenis
De schrijfster Marguerite Yourcenar heeft haar eerste levensjaren (1903-1913) doorgebracht in het kasteeltje op de Zwarteberg, de latere Villa Marguerite Yourcenar. Vervolgens verhuisde ze naar de Verenigde Staten.
Het museum komt voort uit een initiatief van de onderwijzer Louis Sonneville, die enkele bollen van de wilde hyacint (welke op de Zwarteberg overvloedig voorkomt) en een handvol aarde van haar geboortegrond naar haar opzond. Dit leidde tot een langdurige briefwisseling en tot de stichting, in 1985, van een aan haar gewijd museum. In 1986 kwam zij er op bezoek.
Het museum bevat allerlei documentatiemateriaal omtrent haar jeugd, haar latere bezoeken aan de streek, haar werken en een reconstructie van haar schrijfkamer in haar huis in de Verenigde Staten.
Het museum is via een 6 km lang wandelpad, het "Hyacintenpad" (sentier des jacinthes), met de villa op de Zwartebeg verbonden.